# Lista över länsvägar i Stockholms län

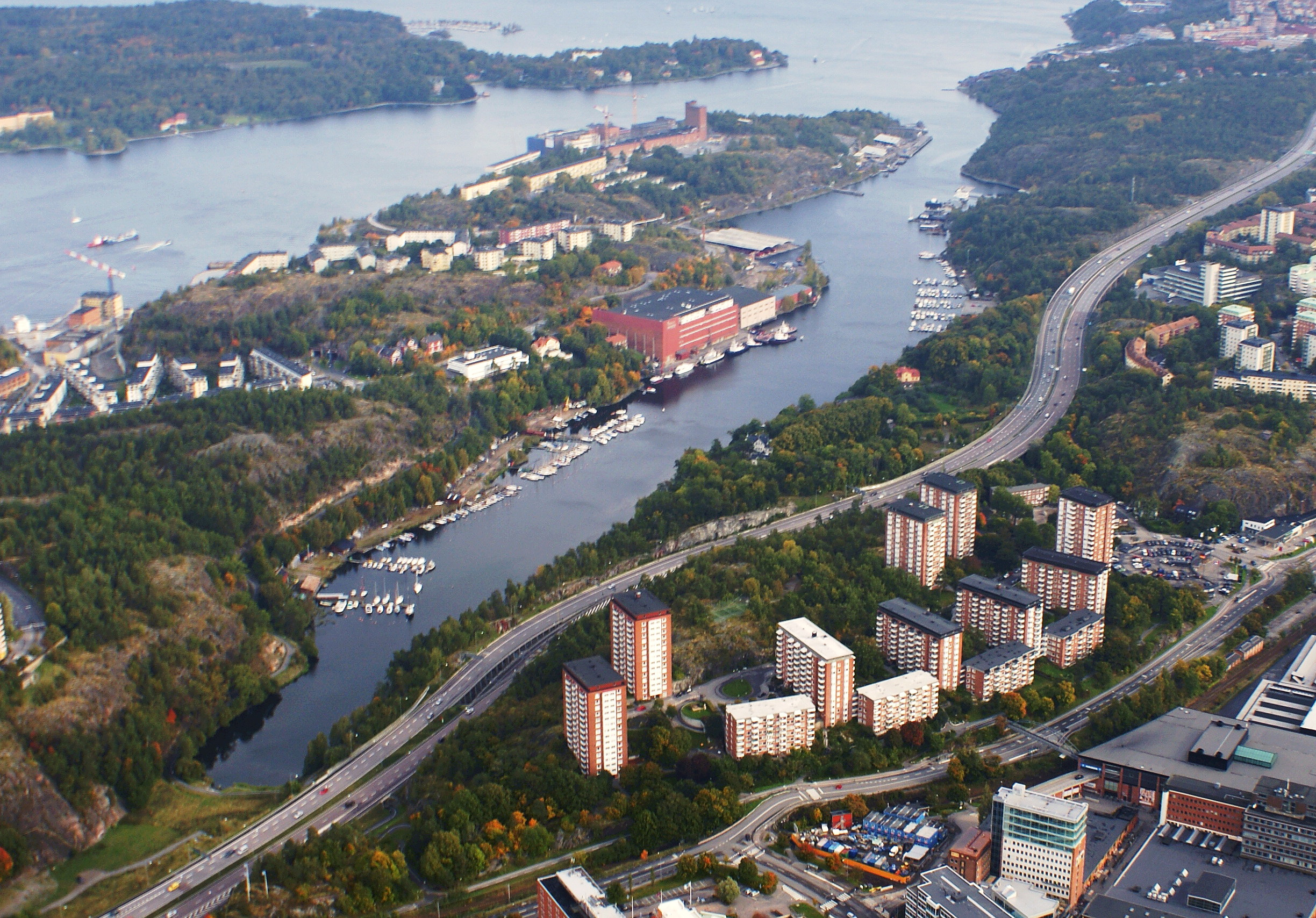
Länsväg 222 (Värmdöleden) förbi Svindersviken och Alphyddan.

Detta är en lista över länsvägar i Stockholms län. 
Numren på de övriga länsvägarna (500 och uppåt) är unika per län, vilket innebär att vägar i olika län kan ha samma nummer. För att hålla isär dem sätts länsbokstaven framför numret.

## Primära länsvägar 100–499
| Väg    | Sträckning |
| ------ | --- |
| 222    | Stockholm (tpl Centralbron) (E 4.25)–Stadsgården –tpl Lugnet (260)–tpl Nacka–tpl Gustavsberg (646)–Ålstäket (274)–Strömma–Stavsnäs brygga jämte brygga                                  |
| 225    | Ösmo (73, 539, 545)–Sorunda–Söderängstorp (541)–Rosenhill (257)–Vårsta (226)–Gärtuna (502)–Morabergs tpl (E4, E4.19)                                                                    |
| 226    | Vårsta (225)–Tumba (258)–Huddinge (259, 259)–Älvsjö (271)–Örby (229)–gemensam sträckning med Södra Länken (75)–Gullmarsplan–tpl Johanneshov (E4.25)                                     |
| 227    | tpl Jordbro (73, 259)–Dalarö brygga jämte brygga |
| 229    | Stockholm (Örby) (226)–tpl Gubbängen (73)–Bollmora |
| 255    | Tullen (263)–Uppsala läns gräns vid Lövstaholm (–Uppsala) |
| 257    | Rosenhill (225)–St Uringe–Runsten–Håkstorp–Tungelsta– Västerhaninge–tpl Västerhaninge (73, 561)                                                                                         |
| 258    | Tumba (226)–Hågelby–tpl Hallunda (E 4, E 20 |
| 259    | tpl Fittja (E 4, E 20)–Holmgård–Huddinge (226, 226) (Gemensam sträckning med väg 226 Holmgård–Huddinge)– Storängen–Jordbro–tpl Jordbro (73, 227)                                        |
| 260    | tpl Handen (73)–Vendelsö–tpl Skrubba (Gemensam sträckning med väg 229 tpl Skrubba–tpl Älta)–tpl Älta (229)–Älta– Kolartorp–cpl Planiavägen–tpl Sickla (75)–tpl Lugnet (222)             |
| 261    | Stockholm (Brommaplan) (275)–Drottningholm–Tappström (800)–väghållningsgränsen vid Tappström (Bryggavägen)                                                                              |
| 262    | Edsberg (265)–tpl Danderyds k:a (E 18) (Danderydsvägen– Edbergsvägen) |
| 263    | (Övergran–) Uppsala läns gräns vid Värsta–N Håtuna (269)– Sigtuna (Pilsbo)–Tullen (255)–Söderby (273)–tpl Märsta (E 4)                                                                  |
| 264    | tpl Arninge (E 18,274)–Mossen (265)–Okvista (268) |
| 265    | tpl Häggvik (E 4)–Edsberg (262)–tpl Hagbylund (872, 873)– tpl Täby kyrkby–Mossen (264)–tpl Rosenkälla (E18, 276, 975)                                                                   |
| 267    | tpl Stäket (E 18)–Klubbacken–tpl Rotebro (E 4) |
| 268    | tpl Glädjen (E 4)–Carlslund–Grana–Vallentuna–Okvista (264) –Angarn–tpl Karby/Brottby (E 18)                                                                                             |
| 269    | tpl Bro (E 18)–N Håtuna (263) |
| 271    | Stockholm (tpl Västertorp)–Älvsjö (226)–Farsta strand–tpl Trångsund (73) |
| 273    | Söderby (263)–tpl Arlanda (E 4, E 4.65)–tpl Benstocken (E 4.65, 905)–Trosta–Uppsala läns gräns vid Erikshamn (–Almunge) (Gemensam sträckning med väg E 4.65 tpl Arlanda–tpl Benstocken) |
| 274    | tpl Arninge (E 18, 264)–Kulla–Säby–Engarn–Vaxholm–färjeled över Vaxholmssundet–Rindö smedja–Oskar Fredriksborg– färjeled över Oxdjupet–Stenslätten–Ålstäket (222)                       |
| 274.01 | Väg till reservfärjeläget vid Rindö smedja |
| 275    | Stockholm (tpl Fredhäll) (E 4, E 20)–Alviksplan–Ulvsunda (279)–Brommaplan (261)–Vällingby–Hjulsta (E 18)–Akalla– tpl Tureberg (E 4)                                                     |
| 276    | tpl Rosenkälla (E 18, 265)–Åkersberga–Roslagskulla–Vettershaga– Penningby (278)–tpl Frötuna (E 18)–Norrtälje (76)                                                                       |
| 277    | Stockholm (Roslagstull) (E 18.20, E 20) (gemensam sträckning med E 20, Roslagstull–Tegeluddsvägen)–Ropsten–Lidingö centrum                                                              |
| 278    | Penningby (276)–Hysingsvik–Humlö–Svartnö–Furusund |
| 279    | Ulvsunda (275)–Rinkeby (E 18) (Ulvsundavägen) – samt Rinkeby (E 18)–Sollentuna (Kista tpl) (E 4) (Kymlingelänken)                                                                       |
| 280    | Söderhall (E 18)–Rö–Rimbo (77) (Gemensam sträckning med rv 77 genom Rimbo)–Edsbro (282)–Unungehöjden (76)                                                                               |
| 282    | (Almunge–)Uppsala läns gräns vid Vrå–Edsbro (280) |
| 283    | Söderbykarl (76)–Broby–Älmsta–Väddö–Grisslehamn |

## 500–599

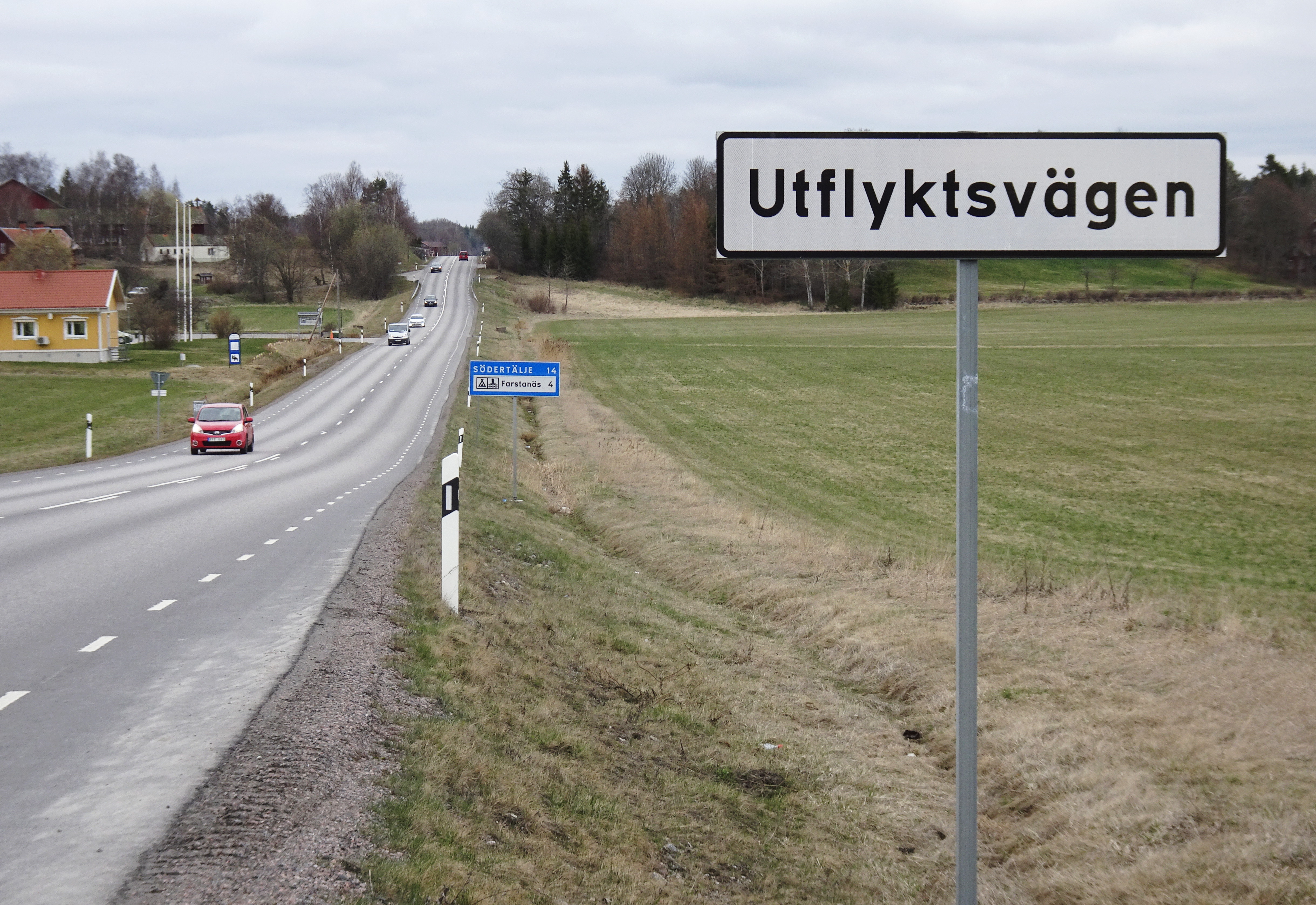
Utflyktsvägen i Södertälje kommun nära Farstanäs, vy mot norr (Länsväg AB 525)

- Länsväg AB 500 (Vagnhärad –) Södermanlands läns gräns vid Slinderstugan (Länsväg D 838) – Edesta (korsning med väg AB 501) – Vårdinge kyrka – Furulund (korsning med väg 57)
- Länsväg AB 501 Edesta (korsning med väg AB 500) – Långbro (korsning med väg 57)
- Länsväg AB 502 Trafikplats Saltskog Ö (väg E4 och väg E20) – Hagaberg – Gärtuna (korsning med väg 225)
- Länsväg AB 503 Hölö (korsning med väg AB 513) – Åkerby (korsning med väg AB 505) – Ekhammar (korsning med väg AB 513)
- Länsväg AB 504 Väg till Mölnbo järnvägsstation (korsning med väg 57)
- Länsväg AB 505 Åkerby (korsning med väg AB 503) – Björklund (korsning med väg 57)
- Länsväg AB 506 Gullbäck (korsning med väg 57) – Visbohammar (korsning med väg AB 507) – Sundby (korsning med väg AB 508) – Skogstorp – Orrsätra (korsning med väg AB 509)
- Länsväg AB 507 (Gnesta –) Södermanlands läns gräns vid Gnesta (Länsväg D 855) – Visbohammar (korsning med väg AB 506)
- Länsväg AB 508 Sundby (korsning med väg AB 506) – Södermanlands läns gräns vid Nysäter (Länsväg D 876) (– Mariefred)
- Länsväg AB 509 Södertälje väghållningsgräns i Järna – Orrsätra (korsning med väg AB 506) – Rudkälla (korsning med väg AB 516) – trafikplats Nykvarn (väg E20) – Värsta backe (korsning med väg AB 576)
- Länsväg AB 510 Norrvrå hållplats – Lida (korsning med väg AB 513) – Ene (korsning med väg AB 513)
- Länsväg AB 511 Nykvarn – Turinge kyrka (korsning med väg AB 576)
- Länsväg AB 513 Lida (korsning med väg AB 510) – Hölö (korsning med väg AB 503) – trafikplats Hölö (väg E4) – Ekhammar (korsning med väg AB 503) – Ene (korsning med väg AB 510) – trafikplats Åby (korsning med väg AB 519) – Hölö kyrka (korsning med väg AB 525)
- Länsväg AB 515 Södertälje väghållningsgräns i Järna – Kallfors – Jumsta (korsning med väg AB 516) – Södertälje väghållningsgräns vid Tveta
- Länsväg AB 516 Rudkälla – Jumsta (korsning med väg AB 517 och AB 515)
- Länsväg AB 518 Långbro (korsning med väg AB 576) – Almnäs
- Länsväg AB 519 Trafikplats Åby (korsning med väg AB 513 och AB 525) – Åbynäs
- Länsväg AB 520 Väg till Tullgarns slott (korsning med väg AB 525)
- Länsväg AB 522 Lövsta – Al (korsning med väg AB 523) – Väsby (korsning med väg AB 527) – Malmsjön – Södertälje väghållningsgräns vid Lina
- Länsväg AB 523 Bångsta (korsning med väg AB 576) – Sundsvik – Al (korsning med väg AB 522) jämte väg AB 523.01 mot Ytterenhörna (korsning med väg AB 522) – Överenhörna kyrka
- Länsväg AB 524 Ulvsundet – Hörningsholms slott (korsning med väg AB 569)
- Länsväg AB 525 (Vagnhärad –) Södermanlands läns gräns vid Tullgarn (Länsväg D 800) – Tullgarn (korsning med väg AB 520) – Sörby (korsning med väg AB 569) – Pilkrog (korsning med väg AB 525) jämte anslutningsväg AB 525.01 till trafikplats Järna (väg E4 och väg 57) – Södertälje väghållningsgräns vid Pershagen
- Länsväg AB 526 Stensmossen (korsning med väg AB 576) – Såglöt jämte anslutningsväg AB 526.01 mot Strängnäs (korsning med väg AB 576) med väg AB 526.03 mot Stensmossen (korsning med väg AB 526) – Taxinge kyrka
- Länsväg AB 527 Väsby (korsning med väg AB 522) – Sandviken
- Länsväg AB 528 Herrhamra brygga – Torö – Svärdsund – Norsbol (korsning med väg AB 529 och väg AB 573) – trafikplats Älgviken (väg 73 och väg AB 545)
- Länsväg AB 529 Norsbol (korsning med väg AB 528) – Trasthammar – Nynäs
- Länsväg AB 530 Håga (korsning med väg AB 531) – Mörkö kyrka – Gumsekulla (korsning med väg AB 569)
- Länsväg AB 531 Nora (korsning med väg AB 569) – Idala (korsning med väg AB 532) – Håga (korsning med väg AB 530) – Söräng – Oaxens färjeläge
- Länsväg AB 532 Bobacken – Idala (korsning med väg AB 531)
- Länsväg AB 533 Ösmo (korsning med väg 225) – Söderby – Djursnäs (korsning med väg AB 573)
- Länsväg AB 534 Tibble (korsning med väg 225) – Rangsta (korsning med väg AB 536) – Nytorp (korsning med väg AB 573) – Fållnäs (korsning med väg AB 535) – Stennäs – Lindholmen
- Länsväg AB 535 Fållnäs (korsning med väg AB 534) – Fagervik
- Länsväg AB 536 Rangsta (korsning med väg AB 534) – Södra Sjöberg
- Länsväg AB 539 Trafikplats Ösmo (väg 73, väg 225 och väg AB 545) – Himmelsö – Herrön – Yxlö – Muskö – Ludvigsberg (korsning med väg AB 683)
- Länsväg AB 540 Nynäshamns väghållningsgräns vid Breddal i Ösmo – Väggarö – Uvängen (korsning med väg AB 542) – Norr Enby (korsning med väg AB 543) – Fullbro (korsning med väg 225)
- Länsväg AB 541 Frölunda (korsning med väg 225) – Skogstorp – Söderängstorp (korsning med väg 225)
- Länsväg AB 542 Spångbro (korsning med väg 225) – Uvängen (korsning med väg AB 540) – Olivelund (korsning med väg AB 543) – Grödby (korsning med väg AB 546) – Västerby (korsning med väg AB 549) – Håkstorp (korsning med väg 257)
- Länsväg AB 543 Norr Enby (korsning med väg AB 540) – Olivelund (korsning med väg AB 542)
- Länsväg AB 544 Gudby (korsning med väg AB 225) – Fituna – Frölunda malm (korsning med väg 225)
- Länsväg AB 545 Trafikplats Älgviken (väg 73 och väg AB 528) – trafikplats Överfors (väg 73) – Själv (korsning med väg AB 546) – trafikplats Gryt (väg 73, väg AB 548 och väg AB 551) – Berga (korsning med väg AB 556) jämte väg AB 545.01 i trafikplats Ösmo (korsning med väg 225)
- Länsväg AB 546 Grödby (korsning med väg AB 542) – trafikplats Segersäng (väg 73) – Själv (korsning med väg AB 545)
- Länsväg AB 547 Väg till Häringe kapell (korsning med väg AB 545)
- Länsväg AB 548 Trafikplats Gryt (väg 73, väg AB 545 och väg AB 551) – Söderby brygga
- Länsväg AB 549 Stora Uringe (korsning med väg 257) – Västerby (korsning med väg AB 542) – Hemfosa järnvägsstation
- Länsväg AB 551 Mulsta – trafikplats Gryt (väg 73, väg AB 545 och väg AB 548)
- Länsväg AB 556 Mulsta – Berga (korsning med väg AB 545)
- Länsväg AB 560 Fors – trafikplats Fors (väg 73) – Årsta havsbad (korsning med väg AB 560.01) – Österhaninge (korsning med väg AB 561) jämte väg AB 560.01 till Årsta brygga
- Länsväg AB 561 Trafikplats Västerhaninge (väg 73 och väg 257) – Österhaninge kyrka (korsning med väg AB 562) – Österhaninge (korsning med väg AB 560 och väg 227)
- Länsväg AB 562 Österhaninge kyrka (korsning med väg AB 561) – Sanda – Växjö (korsning med väg 227)
- Länsväg AB 565 Vaxnäs (korsning med väg 227) – Västra Bondäng på Gålö
- Länsväg AB 567 Dalarö (korsning med väg 227) – Smådalarö
- Länsväg AB 569 Sörby (korsning med väg AB 525) – Nora (korsning med väg AB 531) – Gumsekulla (korsning med väg AB 530) – Hörningsholms slott (korsning med väg AB 524) – färjeled över Skanssundet – Snäckstavik (korsning med väg AB 570) – Grödinge jämte väg AB 569.01 till Grödinge kyrka – Smällan (korsning med väg 225)
- Länsväg AB 570 Snäckstavik (korsning med väg AB 569) – Dalsta (korsning med väg 225)
- Länsväg AB 571 Runsten (korsning med väg 257) – Dalkarlskärren – Flaggplan i Tullinge (korsning med väg 226)
- Länsväg AB 572 Rosenhill (korsning med väg 257) – Norrga kvarn
- Länsväg 573 Nytorp (korsning med väg AB 534) – Stora Vika (korsning med väg AB 574) – Djursnäs (korsning med väg AB 533) – Norsbol (korsning med väg AB 528)
- Länsväg AB 574 Stora Vika (korsning med väg AB 573) – Lyngsta (korsning med väg 225)
- Länsväg AB 575 Södertälje väghållningsgräns vid Skäggebodavägen – Bredängen (korsning med väg AB 578)
- Länsväg AB 576 (Strängnäs –) Södermanlands läns gräns vid Herrsäter (Länsväg D 990) – Åby torp (korsning med väg AB 526.01) – Stensmossen (korsning med väg AB 526) – Bångsta (korsning med väg AB 523) – Turinge kyrka – Värsta backe (korsning med väg AB 509) – Långbro (korsning med väg AB 518) – Södertälje väghållningsgräns vid Östra Måsnarydsvägen
- Länsväg AB 578 Bergaholm (korsning med väg AB 584) – Lidby (korsning med väg AB 580) – Ladvik (korsning med väg AB 579) – Bredängen (korsning med väg AB 575)
- Länsväg AB 579 Ladvik (korsning med väg AB 578) – Högantorp
- Länsväg AB 580 Lideby (korsning med väg AB 578) – Vällinge – Sturehov – Draget (korsning med väg AB 584), se Vällingevägen
- Länsväg AB 581 Salem (korsning med väg AB 584) – trafikplats Salem (väg E4)
- Länsväg AB 584 Södertälje väghållningsgräns vid Moraberg – Bergaholm (korsning med väg AB 578) – Salem (korsning med väg AB 581 och väg AB 583) jämte väg AB 584.01 till Salems kyrka – Lindhov – Draget (korsning med väg AB 580) – trafikplats Hallunda (E4 / E20)

## 600–699

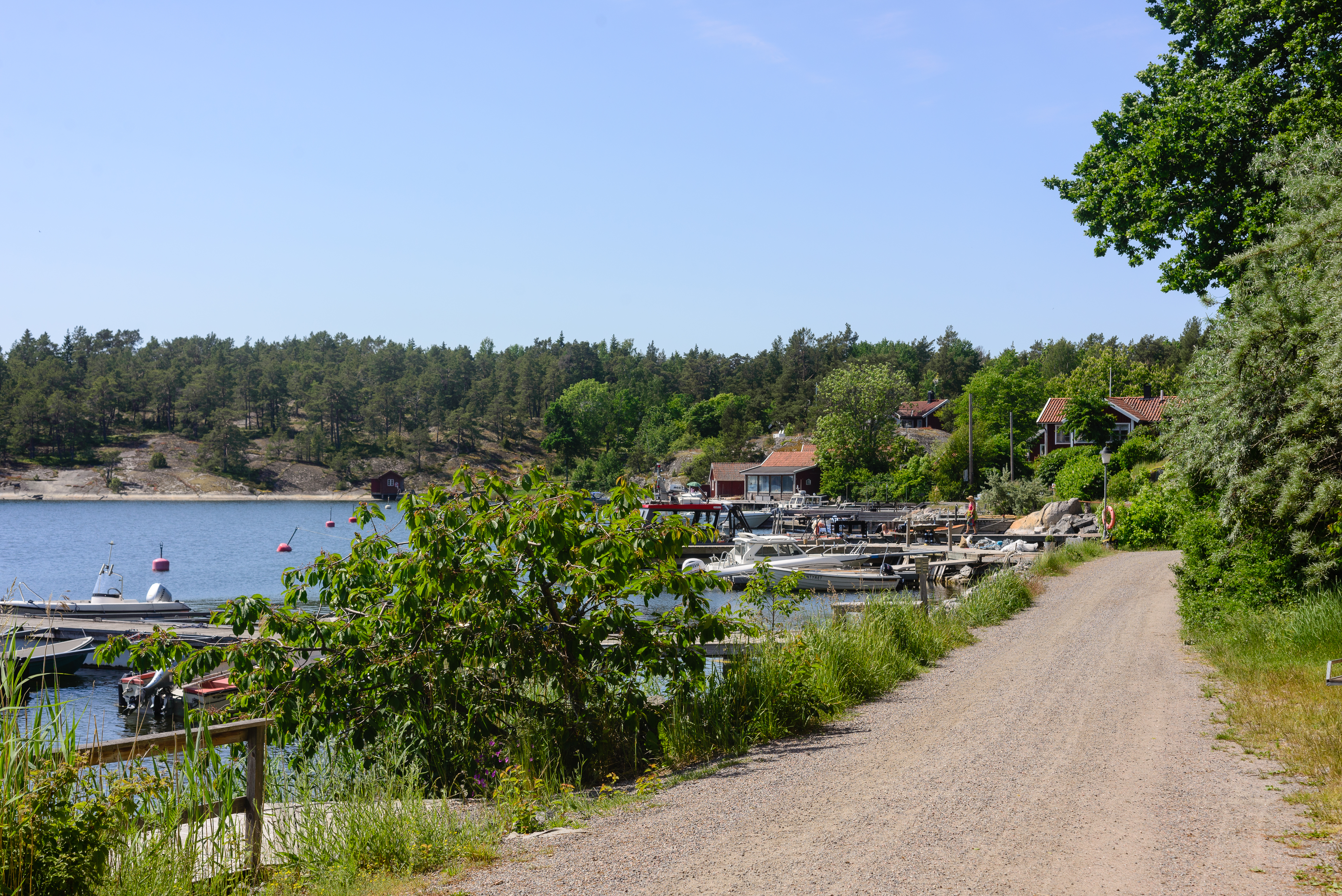
Länsväg AB 695 mellan Kuggvik på Södermöja och Möjaström.

- Länsväg AB 602 Värmdövägen över Gamla Skurubron, mellan Skuru (korsning med Skurusundsvägen) och Björknäs (korsning med Sockenvägen och Klintvägen)
- Länsväg AB 605 Lissma (korsning med väg 259) – trafikplats Länna (väg 73) – Länna
- Länsväg AB 622 Förbindelseväg vid trafikplats Insjön (väg 222 och korsning med väg AB 642
- Länsväg AB 642 Insjön (korsning med väg AB 622) – Skevik – Norra Lagnö brygga
- Länsväg AB 646 Trafikplats Gustavsberg (korsning med väg 222) – Ingarö kyrka jämte väg AB 646.01 till Ingarö kyrka – Brunn (korsning med väg AB 651) – Rosenmalm (korsning med väg AB 652) – Återvall (korsning med väg AB 652) – Skälsmara (korsning med väg AB 654) – Eknäs brygga
- Länsväg AB 651 Brunn (korsning med väg AB 646) – Abborrsjön (korsning med väg AB 655) – Mörtviken
- Länsväg AB 652 Rosenmalm (korsning med väg AB 646) – Ingarö golf – Fågelvik – Återlöga – Vallbo – Återvall (korsning med väg AB 646)
- Länsväg AB 653 Återvall (korsning med väg AB 646) – Björkvik (korsning med väg AB 655) – Björkviks brygga
- Länsväg AB 654 Skälsmara (korsning med väg AB 646) – Östernäs
- Länsväg AB 655 Abborrsjön (korsning med väg AB 651) – Baldersnäs – Björkvik (korsning med väg AB 653)
- Länsväg AB 661 Didriksdal (korsning med väg 222) – Malma
- Länsväg AB 662 Väg genom Stavsnäs by (korsning med väg 222)
- Länsväg AB 667 Hemmesta (korsning med väg 274) – Älvsby (korsning med väg AB 669) – Fagerdala
- Länsväg AB 669 Älvsby (korsning med väg AB 667) – Saltarö
- Länsväg AB 671 Värmdö kyrka (korsning med väg 274) – Norrnäs – Sandö
- Länsväg AB 672 Kolviken (korsning med väg AB 673) – Boda brygga
- Länsväg AB 673 Ängsvik (korsning med väg 274) – Kolviken (korsning med väg AB 672) – Kalvsviks brygga
- Länsväg AB 675 Löknäs (korsning med väg 274) – Nyvarp – Lillsved
- Länsväg AB 676 Myttinge (korsning med väg 274) – Skägga (korsning med väg AB 677) – Båtsmanstorpet vid Skäggaudd
- Länsväg AB 677 Skägga (korsning med väg AB 676) – Västra Skägga
- Länsväg AB 678 Höganäs brygga jämte väg AB 678.01 till Norra Tynningö brygga – Tynningö brygga – färjeled över Torsbyfjärden – Norra Lagnö brygga (korsning med väg AB 642)
- Länsväg AB 679 Ramsö brygga
- Länsväg AB 680 Rindö smedja (korsning med väg 274) – Skarpö – Skarpöborgs brygga
- Länsväg AB 681 Byviken – Utö kyrka jämte väg AB 681.01 till Utö kyrka – Gruvbryggan
- Länsväg AB 683 Bruket – Muskö bygdegård – Muskö kyrka jämte väg AB 683.01 till Muskö kyrka – Ludvigsberg (korsning med väg AB 539) – Mickrums brygga
- Länsväg AB 685 Lättinge brygga – Sundby – Ornö kyrka jämte väg AB 685.01 till Ornö kyrkbrygga – Hässelmara jämte väg AB 685.02 till Hässelmara brygga – Skinnardal
- Länsväg AB 686 Kiludden (korsning med väg 222) – Djurö kyrka (korsning med väg AB 687) – Skaft (korsning med väg AB 689) – Överby brygga
- Länsväg AB 687 Väg till Djurö kyrka (korsning med väg AB 686)
- Länsväg AB 689 Skaft (korsning med väg AB 686) – Sollenkroka brygga
- Länsväg AB 690 Bunkviks brygga – Grönvik (korsning med väg AB 691) – Nämdö kyrka (korsning med väg AB 692) – Östanvik
- Länsväg AB 691 Grönvik (korsning med väg AB 690) – Sands brygga
- Länsväg AB 692 Väg till Nämdö kyrka (korsning med väg AB 690)
- Länsväg AB 693 Gällnö brygga – Gällnö skola
- Länsväg AB 694 Möjaström – Möja kyrka (korsning med väg AB 696) jämte väg AB 694.01 till Möja kyrka och väg AB 694.02 till Bergs brygga – Löka – Långviks brygga
- Länsväg AB 695 Kuggvik på Södermöja – Möjaström
- Länsväg AB 696 Möja kyrka (korsning med väg AB 694) – Saltvik – Hamn
- Länsväg AB 697 Styrsvik brygga – Norrsunda jämte väg AB 697.01 till Uppeby – Söderby
- Länsväg AB 699 Sandhamns brygga

## 800–899
- Länsväg AB 800 Tappström (korsning med väg 261) – Svanhagen (korsning med väg AB 815 och väg AB 814) – Skå kyrka (korsning med väg AB 811 och väg AB 806) – Sånga-Sundby (korsning med väg AB 813) – Svartsjö (korsning med väg AB 812) – Korslöt (korsning med väg AB 810) Färentuna kyrka (korsning med väg AB 802) – Rödbacka (korsning med väg AB 808) – Ölsta (korsning med väg AB 807) – Ilända (korsning med väg AB 805) – Björkvik
- Länsväg AB 802 Sånga-Sundby (korsning med väg AB 813) – Sånga kyrka – Torslunda – Sånga-Säby – Färentuna kyrka (korsning med väg AB 808 och väg AB 800)
- Länsväg AB 805 Ilända (korsning med väg AB 800) – Parklund (korsning med väg AB 807)
- Länsväg AB 806 Skå kyrka (korsning med väg AB 800) – Skå-Edeby – Kumla – Svartsjö (korsning med väg AB 812)
- Länsväg AB 807 Ölsta, Ekerö kommun (korsning med väg AB 800) – Parklund (korsning med väg AB 805) – Karlskär
- Länsväg AB 808 Färentuna kyrka (korsning med väg AB 802) – Stavsborg – Kungsberga – Rödbacka (korsning med väg AB 800)
- Länsväg AB 810 Korslöt (korsning med väg AB 800) – Hilleshögs kyrka
- Länsväg AB 811 Väg till Skå kyrka och skola (korsning med väg AB 800)
- Länsväg AB 812 Svartsjö (korsning med väg AB 800 och väg AB 806) – Färjestaden
- Länsväg AB 813 Stenhamra (korsning med väg AB 814) – Sånga-Sundby (korsning med väg AB 802 och väg AB 800)
- Länsväg AB 814 Svanhagen (korsning med väg AB 800) – Stenhamra (korsning med väg AB 813)
- Länsväg AB 815 Svanhagen (korsning med väg AB 800) – Enebyberg – Eriksberg
- Länsväg AB 816 Ekerö väghållningsgräns vid Träkvista – Lugnet (korsning med väg AB 820) – Sundby (korsning med väg AB 823) – Rastaborg – Munsö kyrka (korsning med väg AB 819) – Sjöängen – färjeled över Svinsundet – Lilla Stenby (korsning med väg AB 818) – Adelsö kyrka (korsning med väg AB 817 och väg AB 818)
- Länsväg AB 817 Adelsö kyrka (korsning med väg AB 816 och väg AB 818) – Almlunda
- Länsväg AB 818 Adelsö kyrka (korsning med väg AB 817) – Hanholmen – Sätra – Lilla Stenby (korsning med väg AB 816)
- Länsväg AB 819 Väg till Munsö kyrka (korsning med väg AB 816)
- Länsväg AB 820 Lugnet (korsning med väg AB 816) – Ekerö kyrka
- Länsväg AB 823 Sundby (korsning med väg AB 816) – Kaggeholm
- Länsväg AB 824 Cantongatan (korsning med väg 261) – Lovö kyrka (korsning med väg AB 825)
- Länsväg AB 825 Drottningholm (korsning med väg 261) – Rörby – Lovö kyrka (korsning med väg AB 824) – Lovö vattenverk
- Länsväg AB 839 (f.d. E18) "Enköpingsvägen" mellan trafikplats Rissne och trafikplats Järva krog.
- Länsväg AB 840 (- Enköping) - Uppsala läns gräns vid Kalmarsand (Länsväg C 545) – trafikplats Bro (väg E18 och väg 269)
- Länsväg AB 841 Upplands-Bro väghållningsgräns vid Ryssgraven – Järfälla väghållningsgräns vid Stäksundet
- Länsväg AB 850 Klubbacken (korsning med väg 267) – Edsby (korsning med väg AB 880) – Upplands Väsby väghållningsgräns vid Ed
- Länsväg AB 858 Upplands Väsby väghållningsgräns vid Vik – Hargsbro (korsning med väg AB 921) – Dal (korsning med väg AB 923) – Skalmsta (korsning med väg AB 924) – Kimsta (korsning med väg AB 926) – Trosta (korsning med väg 273)
- Länsväg AB 859 Upplands Väsby väghållningsgräns vid Nytorp – Rosersberg (korsning med väg AB 891 och väg AB 893) – Norrsunda kyrka (korsning med väg AB 895) – Brista (korsning med väg 263)
- Länsväg AB 872 Upplands Väsby väghållningsgräns vid Harby – trafikplats Hagbylund (väg 265 och väg AB 873)
- Länsväg AB 873 Sollentuna kommungräns vid Norrsättra – trafikplats Hagbylund (väg 265 och väg AB 872) – Hagby (korsning med väg AB 951)
- Länsväg AB 880 Edsby (korsning med väg AB 850) – Runsa
- Länsväg AB 884 Grana (korsning med väg 268) – Sälna (korsning med väg AB 921)
- Länsväg AB 891 Rosersberg (korsning med väg AB 859) – Rosersbergs järnvägsstation – Rosersbergs slott
- Länsväg AB 893 Norrsunda (korsning med väg AB 859 och väg AB 895) – Åshusby (korsning med väg AB 923) – Starrmossen (korsning med väg AB 905 och väg AB 926) – Benstocken (korsning med väg 273)
- Länsväg AB 894 Lindskrog (korsning med väg 273) – Åsby (korsning med väg AB 897)
- Länsväg AB 895 Väg till och förbi Norrsunda kyrka (mellan korsning med väg AB 859 och korsning med väg AB 893)
- Länsväg AB 896 Måby (korsning med väg AB 905) – Odensala kyrka (korsning med väg AB 897 och väg AB 898)
- Länsväg AB 897 Odensala kyrka (korsning med väg AB 896) – Rickeby – Åsby (korsning med väg AB 893) – Karby (korsning med väg AB 932) – Vidbo kyrka – Uppsala läns gräns vid Norrbacken (Länsväg C 1050) (– Långhundra)
- Länsväg AB 898 Sigtuna väghållningsgräns vid Aspvägen – Ista (korsning med väg AB 900) – Odensala kyrka (korsning med väg AB 896) – Uppsala läns gräns vid Rosenbacka (Länsväg C 1045) (– Knivsta)

## 900–999
- Länsväg AB 900 Ista (korsning med väg AB 898 och väg AB 906) – Hova – Uppsala läns gräns vid Långhammar (Länsväg C 1044) (– Vassunda)
- Länsväg AB 902 Upplands-Bro väghållningsgräns vid Rättarbodavägen – Säby (korsning med väg AB 903) – Säbyholm (korsning med väg AB 902.02) jämte väg AB 902.02 till Låssa kyrka – Lindormsnäs
- Länsväg AB 903 Ådö – Säby (korsning med väg AB 902)
- Länsväg AB 905 Trafikplats Måby (väg E4) – trafikplats Nybygget (väg E4.65 och väg 273) – Starrmossen (korsning med väg AB 893 och väg AB 926)
- Länsväg AB 906 Droppsta (korsning med väg 255) – Ista (korsning med väg AB 900)
- Länsväg AB 907 Upplands-Bro väghållningsgräns vid infart till Svea Livgarde/Granhammarsvägen – Västra Ryds kyrka
- Länsväg AB 909 Norränge (korsning med väg 269) – Håtuna kyrka (korsning med väg AB 269)
- Länsväg AB 911 Albylund (korsning med väg 269) – Håbo-Tibble (korsning med väg AB 912)
- Länsväg AB 912 (Bålsta –) Uppsala läns gräns vid Draget (Länsväg C 554) – Kvarnnibble (korsning med väg 269) – Håbo-Tibble (korsning med väg AB 911) jämte väg AB 912.01 till Håbo-Tibble kyrka – Björnhäll
- Länsväg AB 915 Bärmö (korsning med väg 263) – Sigtuna väghållningsgräns vid Sjudargårdsvägen
- Länsväg AB 918 Väg till Haga kyrka (korsning med väg AB 925)
- Länsväg AB 919 Torslunda (korsning med väg AB 925) – Skogstorp (korsning med väg AB 920) – Torsborg – Torsvik
- Länsväg AB 920 Skogstorp (korsning med väg AB 919) – Uppsala läns gräns vid Erikslund (Länsväg C 1040) (– Vassunda)
- Länsväg AB 921 Hargsbro (korsning med väg AB 858) – Sälna (korsning med väg AB 884) – Lillgården (korsning med väg AB 926) – Markim (korsning med väg AB 922 och väg AB 929) – Haga (korsning med väg AB 957) – Orkesta kyrka – Frösunda kyrka (korsning med väg AB 950)
- Länsväg AB 922 Väg till Markims kyrka (korsning med väg AB 921)
- Länsväg AB 923 Åshusby (korsning med väg AB 893) jämte väg AB 923.01 i Åshusby – Ekeby – Skånela kyrka (korsning med väg AB 924) – Dal (korsning med väg AB 858)
- Länsväg AB 924 Skånela kyrka (korsning med väg AB 923) – Skalmsta (korsning med väg AB 858)
- Länsväg AB 925 Österby (korsning med väg 263) – Haga (korsning med väg AB 918) – Torslunda (korsning med väg AB 919) – Uppsala läns gräns vid Skråmsta (Länsväg C 1039) (– Uppsala)
- Länsväg AB 926 Starrmossen (korsning med väg AB 893 och väg AB 905) – Kimsta (korsning med väg AB 858) – Vreta – Lillgården (korsning med väg AB 921)
- Länsväg AB 929 Markim (korsning med väg AB 921) – Stora Söderby – Albano (korsning med väg 273)
- Länsväg AB 930 Lunda (korsning med väg 273) – Gådersta (korsning med väg AB 950) – Högbro kvarn (korsning med väg AB 971) – Bergby (korsning med väg AB 934) – Lindberga (korsning med väg AB 931) – Gottröra (korsning med väg 77)
- Länsväg AB 931 Närtunaby (korsning med väg AB 971) – Nederlunda – Lindberga (korsning med väg AB 930)
- Länsväg AB 932 Uppsala läns gräns vid Åslunda (Länsväg C 1049) – Karby (korsning med väg AB 897) – Herresta (korsning med väg 273)
- Länsväg AB 933 Vasa (korsning med väg 273) – Åckelsta – Skepptuna kyrka (korsning med väg AB 934)
- Länsväg AB 934 Lilla Sanda (korsning med väg 273) – Skepptuna kyrka (korsning med väg AB 933) – Bergby (korsning med väg AB 930)
- Länsväg AB 936 Rydbo – Korslöten (korsning med väg 274) – Östra Ryds kyrka
- Länsväg AB 950 Vallentuna väghållningsgräns vid Molnby – Lindholmens järnvägsstation – Granby (korsning med väg AB 957) – Frösunda kyrka (korsning med väg AB 921) jämte väg AB 950.02 till Frösunda kyrka och väg AB 950.03 till Frösunda järnvägsstation – Torsholma (korsning med väg AB 958) – Gådersta (korsning med väg AB 930)
- Länsväg AB 951 Vallabrink – Hagby (korsning med väg AB 873) – Skålhamra – Kragsta – Sursta (korsning med väg 268)
- Länsväg AB 955 Vallentuna väghållningsgräns vid Lingsbergs industriområde – Seneby (korsning med väg AB 969) – Vada kyrka (korsning med väg AB 970)
- Länsväg AB 956 Västanberga (korsning med väg AB 958) – Kårsta kyrka (korsning med väg AB 970)
- Länsväg AB 957 Granby (korsning med väg AB 950) jämte väg AB 957.01 – Haga (korsning med väg AB 921)
- Länsväg AB 958 Torsholma (korsning med väg AB 950) – Enberga (korsning med väg AB 959) – Västanberga (korsning med väg AB 956) – Ekskogen (korsning med väg AB 970)
- Länsväg AB 959 Enberga (korsning med väg AB 958) – Sunnarby – Vallhammar (korsning med väg AB 971)
- Länsväg AB 968 Granby (korsning med väg 268) – Sjöberg (korsning med väg AB 972)
- Länsväg AB 969 Hacksta (korsning med väg 268) – Seneby (korsning med väg AB 955)
- Länsväg AB 970 Karby (korsning med väg 268) – Vada kyrka (korsning med väg AB 955) – Ekskogen (korsning med väg AB 958) – Kårsta kyrka (korsning med väg AB 956 och väg AB 980) – Rickeby (korsning med väg AB 979) – Malmby (korsning med väg AB 971)
- Länsväg AB 971 Högbro kvarn (korsning med väg AB 930) – Närtunaby (korsning med väg AB 931) jämte väg AB 971.01 till Närtuna kyrka – Vallhammar (korsning med väg AB 959) – Malmby (korsning med väg AB 970) – Fiskeså (korsning med väg AB 1068) – Lisinge – Söderbylund jämte väg AB 971.02 mot Rö (korsning med väg 280) – Bergby (korsning med väg 280)
- Länsväg AB 972 Stora Stava (korsning med väg 276) – Sjöberg (korsning med väg AB 968) – Brottby (korsning med väg 978)
- Länsväg AB 973 Österåkers väghållningsgräns vid Prästgårdsvägen – Össeby-Garn (korsning med väg AB 978)
- Länsväg AB 975 Trafikplats Rosenkälla (väg E18 och väg 276) – Angarn (korsning med väg 268)
- Länsväg AB 976 Brollsta (korsning med väg AB 978) – Gunby (korsning med väg AB 977) – Rumsättra – Dämsboda (korsning med väg AB 984)
- Länsväg AB 977 Gunby (korsning med väg AB 976) – Bergby (korsning med väg AB 984)
- Länsväg AB 978 Trafikplats Karby/Brottby (väg E18 och väg 268) – Össeby-Garn (korsning med väg AB 973) – Brollsta (korsning med väg AB 976) – trafikplats Söderhall (väg E18 och väg 280)
- Länsväg AB 979 Rickeby (korsning med väg AB 970) – Kårsta (korsning med väg AB 980) jämte väg AB 979.01 till Kårsta järnvägsstation – Söderhall (korsning med väg AB 280)
- Länsväg AB 980 Kårsta kyrka (korsning med väg AB 970) – Kårsta (korsning med väg AB 979)
- Länsväg AB 981 Rö f.d. järnvägsstation (korsning med väg 280) – Rö kyrka (korsning med väg AB 982) – Rö skola
- Länsväg AB 982 Rö (korsning med väg 280 och väg AB 981) – Ösby (korsning med väg AB 983) – Frihamra (korsning med väg AB 984 och väg AB 985) – Västra Penningby (korsning med väg AB 987) – Östra Penningby (korsning med väg AB 988) – Libby (korsning med väg 77)
- Länsväg AB 983 Sanda (korsning med väg AB 984) – Beateberg – Hyddan – Ösby (korsning med väg AB 982)
- Länsväg AB 984 Roslagskulla kyrka (korsning med väg 276) – Dämsboda (korsning med väg AB 976) – Bergby (korsning med väg AB 977) – Punskog (korsning med väg AB 1018) – Sanda (korsning med väg AB 983) – trafikplats Ledinge (väg E 18) – Frihamra (korsning med väg AB 982)
- Länsväg AB 985 Frihamra (korsning med väg AB 982) – Finsta (korsning med väg 77) jämte väg AB 985.01 till och förbi Skederids kyrka
- Länsväg AB 987 Västra Penningby (korsning med väg AB 982) – Torvalla (korsning med väg AB 988)
- Länsväg AB 988 Östra Penningby (korsning med väg AB 982) – Torvalla (korsning med väg AB 987) – Österlisa – Länna (korsning med väg AB 989) – Överby (korsning med väg 276)
- Länsväg AB 989 Väg till och förbi Länna kyrka (korsning med väg AB 988)
- Länsväg AB 990 Trafikplats Rösa (väg E18 och väg 77) – Norrtälje (trafikplats Frötuna) (väg 276)

## 1000–1099
- Länsväg AB 1002 Säby (korsning med väg 274) – Bogesund – infart till Tenövarvet
- Länsväg AB 1003 Engarn (korsning med väg 274) – Ytterby (korsning med väg AB 1006)
- Länsväg AB 1004 Kulla (korsning med väg 274) – Svinningelund – Österåkers väghållningsgräns vid Runö
- Länsväg AB 1006 Ytterby (korsning med väg AB 1003) – Ytterby brygga
- Länsväg AB 1012 Bergsätra (korsning med väg 276) – Skeppsdals brygga
- Länsväg AB 1013 Åsättra (korsning med väg 276) – Bammarboda (korsning med väg AB 1014)
- Länsväg AB 1014 Bammarboda (korsning med väg AB 1013) – Lillnäs (korsning med väg AB 1016)
- Länsväg AB 1015 Åsättra (korsning med väg 276) – Lövsätra
- Länsväg AB 1016 Gunboda (korsning med väg 276) – Lillnäs (korsning med väg AB 1014)
- Länsväg AB 1017 Roslagskulla kyrka (korsning med väg AB 276) – Svensboda – Bergshamra (korsning med väg AB 1018, väg AB 1019 och väg AB 1020) – Mora (korsning med väg 276) jämte väg AB 1017.01 i Mora vägskäl (korsning med väg AB 1017 till korsning med väg 276)
- Länsväg AB 1018 Punskog (korsning med väg AB 984) – Riala kyrka (korsning med väg AB 1020) – Bergshamra (korsning med väg AB 1017)
- Länsväg AB 1019 Bergshamra (korsning med väg AB 1017) – Utanbro (korsning med väg AB 1020)
- Länsväg AB 1020 Riala kyrka (korsning med väg AB 1018) – Ekeby (korsning med väg AB 1021) – Sjöändan – Utanbro (korsning med väg AB 1019) – Bergshamra (korsning med väg AB 1017)
- Länsväg AB 1021 Ekeby (korsning med väg AB 1020) – Ekeby kvarn
- Länsväg AB 1022 Gräddö (korsning med väg AB 1032) – Gräddö brygga
- Länsväg AB 1023 Hysingsvik (korsning med väg 278) – Oskarslund (korsning med väg AB 1026) – Vreta (korsning med väg AB 1149) – Hammarby (korsning med väg E18)
- Länsväg AB 1024 Väg till Vettershaga (korsning med väg 276)
- Länsväg AB 1025 Furusund (korsning med väg AB 278) – färjeled över Furusund – Köpmanholm – Larshamn (korsning med väg AB 1046) – färjeled över Blidösund – Norrsund jämte väg AB 1025.04 till Norrsunds brygga – Oxhalsö (korsning med väg AB 1047) – Almvik jämte väg AB 1025.05 till Almviks brygga – Blidö kyrka jämte väg AB 1025.06 till Blidö kyrka – Glyxnäs
- Länsväg AB 1026 Oskarslund (korsning med väg AB 1023) – Gubboda
- Länsväg AB 1027 Väg till Rådmansö kyrka (korsning med väg AB 1032)
- Länsväg AB 1029 Grovö (korsning med väg E18) – Spillersboda
- Länsväg AB 1030 Södersvik (korsning med väg AB 1032) – Lågarö – Lågarhamnen
- Länsväg AB 1031 Nyby (korsning med väg E18) – Åkerö – Kungsgården (korsning med väg AB 1032)
- Länsväg AB 1032 Nenninge (korsning med väg E18) – Södersvik (korsning med väg AB 1030) – Kungsgården (korsning med väg AB 1031) – Rådmansö kyrka (korsning med väg AB 1027) – Västerbyn (korsning med väg AB 1033) – Gräddö (korsning med väg AB 1022) – Räfsnäs (korsning med väg AB 1035) – Aspnäs (korsning med väg E18)
- Länsväg AB 1033 Östernäs brygga – Vreta (korsning med väg E18) – Västerbyn (korsning med väg AB 1032) – Björköören
- Länsväg AB 1035 Räfsnäs – Räfsnäs by
- Länsväg AB 1036 Roslagskulla (korsning med väg 276) – färjeled till Ljusterö – färjeläget på Ljusterö – Mellansjö (korsning med väg AB 1043) – Mellangården (korsning med väg AB 1040) – Marum (korsning med väg AB 1039) – Lillström (korsning med väg AB 1037) – Tranviks brygga
- Länsväg AB 1037 Lillström (korsning med väg AB 1036) – Bolby – Edsvik (korsning med väg AB 1038) – Linanäs brygga
- Länsväg AB 1038 Edsvik (korsning med väg AB 1037) – Laggarsvik
- Länsväg AB 1039 Marum (korsning med väg AB 1036) – Hummelmora
- Länsväg AB 1040 Mellangården (korsning med väg AB 1036) – Väsby
- Länsväg AB 1041 Dragboda (korsning med väg AB 1043) – Gärdsvik
- Länsväg AB 1042 Nolvik (korsning med väg AB 1043) – Åsättra
- Länsväg AB 1043 Mellansjö (korsning med väg AB 1036) – Ljusterö kyrka – Dragboda (korsning med väg AB 1041) – Nolvik (korsning med väg AB 1042 och väg AB 1044) – Hästede – Västra Lagnö jämte väg AB 1043.01 till Västra Lagnö brygga – Östra Lagnö
- Länsväg AB 1044 Väg till Norsviken (korsning med väg AB 1043)
- Länsväg AB 1046 Vagnsunda – Larshamn (korsning med väg AB 1025) på Yxlan
- Länsväg AB 1047 Oxhalsö (korsning med väg AB 1025) – Bromskärs brygga på Blidö
- Länsväg AB 1048 Väg i Hysingsvik (korsning med väg 278)
- Länsväg AB 1049 Väg till Södra Solö (korsning med väg 278)
- Länsväg AB 1050 Väg till Furusunds brygga (korsning med väg 278)
- Länsväg AB 1063 Gottröra kyrka (korsning med väg 77) – Vängsjöberg – Vikensberg
- Länsväg AB 1064 Löt (korsning med väg 77) – Ubby (korsning med väg AB 1080) – Fasterna (korsning med väg AB 1067) jämte väg AB 1064.01 till Fasterna kyrka – Storbol (korsning med väg AB 1066) – Rånäs (korsning med väg AB 1081)
- Länsväg AB 1066 Forsbacka (korsning med väg AB 1080) – Storbol (korsning med väg AB 1064)
- Länsväg AB 1067 Stortjäran (korsning med väg 77) – Mörby – Fasterna (korsning med väg AB 1064)
- Länsväg AB 1068 Fiskeså (korsning med väg AB 971) – Gökan – Alhamra (korsning med väg 77)
- Länsväg AB 1069 Finsta (korsning med väg 77) – Nydal (korsning med väg 280)
- Länsväg AB 1070 Husby (korsning med väg 77, väg AB 1136 och väg AB 1136.01) – Syninge – Kragsta – Malmen (korsning med väg AB 1137) – Lohärad (korsning med väg AB 1139) – Lohärads kyrka (korsning med väg AB 1139.01) – enskild väg till Alsnaren – Kristineholm (korsning med väg AB 1096) – Smedstorpet (korsning med väg 280)
- Länsväg AB 1071 Väg till och förbi Husby-Sjuhundra kyrka (korsning med väg 77)
- Länsväg AB 1080 Ubby (korsning med väg AB 1064) – Forsbacka (korsning med väg AB 1066) – Fantbol – Uppsala läns gräns vid Rörsby (Länsväg C 1072) (– Knutby)
- Länsväg AB 1081 Bobacken (korsning med väg 280) – Råby (korsning med väg AB 1089) – Rånäs (korsning med väg AB 1083 och väg AB 1064) – Rånäs f.d. järnvägsstation (korsning med väg AB 1082) – Uppsala läns gräns vid Korsängen (Länsväg C 1073) (– Knutby)
- Länsväg AB 1082 Rånäs f.d. järnvägsstation (korsning med väg AB 1081) – Lindbacken (korsning med väg AB 1089) – Norrbyggeby
- Länsväg AB 1083 Rånäs (korsning med väg AB 1081) – Svärlinge
- Länsväg AB 1087 Väg till Rimbo kyrka (korsning med väg 280)
- Länsväg AB 1089 Råby (korsning med väg AB 1081) – Lindbacken (korsning med väg AB 1082)
- Länsväg AB 1092 Bloka (korsning med väg 76) – Ununge kyrka – Rosendal (korsning med väg 76)
- Länsväg AB 1096 Kristineholm (korsning med väg AB 1070) – Erkens f.d. hållplats – Ladbol (korsning med väg 280)
- Länsväg AB 1098 Broby (korsning med väg 283) – Värn – Skebobruk (korsning med väg 76)

## 1100–1199
- Länsväg AB 1100 Älmsta (korsning med väg 283) – Ortala – Björkkulla (korsning med väg AB 1112) – Lindris (korsning med väg AB 1108) – Häverö kyrka (korsning med väg AB 1107) – Norrtälje väghållningsgräns vid Häverödal
- Länsväg AB 1101 Lundås (korsning med väg 76) – Sund (korsning med väg AB 1102)
- Länsväg AB 1102 Edebo kyrka (korsning med väg 76) – Sund (korsning med väg AB 1101) – Norrtälje väghållningsgräns vid Häverödal
- Länsväg AB 1103 Norrtälje väghållningsgräns vid Hallstavik – Örvik (korsning med väg AB 1109) – Västernäs (korsning med väg AB 1106) – Björknäs (korsning med väg AB 1107) – Herräng (korsning med väg AB 1106) – Herrängs brygga
- Länsväg AB 1105 Norrtälje väghållningsgräns vid Häverödal – Gribby
- Länsväg AB 1106 Västernäs (korsning med väg AB 1103) – Hensvik – Herräng (korsning med väg AB 1103)
- Länsväg AB 1107 Häverö kyrka (korsning med väg AB 1100) – Kusby – Mörtö (korsning med väg AB 1109) – Björknäs (korsning med väg AB 1103)
- Länsväg AB 1108 Lindris (korsning med väg AB 1100) – Markdal (korsning med väg AB 1109)
- Länsväg AB 1109 Örvik (korsning med väg AB 1103) – Mörtö (korsning med väg AB 1107) – Markdal (korsning med väg AB 1108) – Bergby (korsning med väg AB 1112) – Fjällbacka (korsning med väg 283)
- Länsväg AB 1110 Husinge (korsning med väg AB 283) – Kullars – Toftinge (korsning med väg 283)
- Länsväg AB 1111 Sättra (korsning med väg 76)– Norrtälje väghållningsgräns vid Hallstavik
- Länsväg AB 1112 Björkkulla (korsning med väg AB 1100) – Bergby (korsning med väg AB 1109)
- Länsväg AB 1113 (Uppsala –) Uppsala läns gräns vid Aspdalssjön (Länsväg C 661) – Sättra (korsning med väg 76)
- Länsväg AB 1116 Norrtälje väghållningsgräns vid Granlund – Boda – Uppsala läns gräns vid Lavarö (Länsgräns C 1113) (– Hargshamn)
- Länsväg AB 1136 Husby (korsning med väg AB 1070) jämte väg AB 1136.01 mot Lohärad (korsning med väg AB 1070) – Malsta f.d. hållplats (korsning med väg AB 1137) – Malsta (korsning med väg AB 1138) jämte väg AB 1136.02 till Malsta kyrka – Haggård (korsning med väg 76)
- Länsväg AB 1137 Malsta f.d. hållplats (korsning med väg AB 1136) – Malmen (korsning med väg AB 1070)
- Länsväg AB 1138 Malsta (korsning med väg AB 1136) – Södra Nånö (korsning med väg 76)
- Länsväg AB 1139 Lohärad (korsning med väg AB 1070) – Nyckelby jämte väg AB 1139.01 mot Lohärads kyrka (korsning med väg AB 1070) – Estuna (korsning med väg 76)
- Länsväg AB 1140 Norra Nånö (korsning med väg 76) – Uddeboö (korsning med väg AB 1146)
- Länsväg AB 1141 Estuna kyrka (korsning med väg 76) – Hummelbro (korsning med väg AB 1142) – Roslags-Bro kyrka (korsning med väg AB 1146)
- Länsväg AB 1142 Hummelbro (korsning med väg AB 1141) – Risslingby (korsning med väg 76)
- Länsväg AB 1143 Galltorp (korsning med väg 76) – Brölunda – Ekeby (korsning med väg AB 1146)
- Länsväg AB 1144 Igelsta (korsning med väg 283) – Odenslund – Norra Råda (korsning med väg AB 1146)
- Länsväg AB 1145 Husinge (korsning med väg 283) – Gåsviks kvarn (korsning med väg AB 1146) – Gåsvik (korsning med väg AB 1150) – Boda (korsning med väg AB 1166) – Bagghus – Västernäs (korsning med väg AB 1170)
- Länsväg AB 1146 Norrtälje väghållningsgräns vid Långgarn – Upplunda (korsning med väg AB 1148) – Uddeboö (korsning med väg AB 1140) – Röksta (korsning med väg AB 1157) – Roslags-Bro kyrka (korsning med väg AB 1141) – Övernäs (korsning med väg AB 1160) – Ekeby (korsning med väg AB 1143) – Bredsätra (korsning med väg AB 1161) – Norra Råda (korsning med väg AB 1144 och väg AB 1165) – Gåsviks kvarn (korsning med väg AB 1145)
- Länsväg AB 1148 Upplunda (korsning med väg AB 1146) – Utlunda – Nysätra (korsning med väg AB 1158) – Byle (korsning med väg AB 1151) – Harg (korsning med väg AB 1152, väg AB 1153, väg AB 1154, väg AB 1155 och väg AB 1156) – Norrviken
- Länsväg AB 1149 Norrtälje väghållningsgräns vid Björnö gård – Östhamra – Vreta (korsning med väg AB 1023)
- Länsväg AB 1150 Gåsvik (korsning med väg AB 1145) – Älmsta (korsning med väg 283)
- Länsväg AB 1151 Byle (korsning med väg AB 1148) – Björhövda (korsning med väg AB 1159) – Östra Björhövda
- Länsväg AB 1152 Väg till Vätö kyrka
- Länsväg AB 1153 Harg (korsning med väg AB 1148) – Dyvik
- Länsväg AB 1154 Harg (korsning med väg AB 1148) – Håknäs brygga
- Länsväg AB 1155 Harg (korsning med väg AB 1148) – Träskveden
- Länsväg AB 1156 Harg (korsning med väg AB 1148) – Karlsängens brygga
- Länsväg AB 1157 Röksta (korsning med väg AB 1146) – Brännström (korsning med väg AB 1158) – Anderssvedja (korsning med väg AB 1161) – Hallboda (korsning med väg AB 1159) – Harö
- Länsväg AB 1158 Brännström (korsning med väg AB 1157) – Nysättra (korsning med väg AB 1148)
- Länsväg AB 1159 Hallboda (korsning med väg AB 1157) – Björhövda (korsning med väg AB 1151)
- Länsväg AB 1160 Övernäs (korsning med väg AB 1146) – Bottna – Eklund (korsning med väg AB 1161)
- Länsväg AB 1161 Bredsätra (korsning med väg AB 1146) – Nedre Söderby (korsning med väg AB 1162) – Sundbro (korsning med väg AB 1164) – Eklund (korsning med väg AB 1160) – Skräddartorp (korsning med väg AB 1163) – Anderssvedja (korsning med väg AB 1157)
- Länsväg AB 1162 Nedre Söderby (korsning med väg AB 1161) – Övre Söderby – Nor (korsning med väg AB 1164)
- Länsväg AB 1163 Skräddartorp (korsning med väg AB 1161) – Gryta-Stäket
- Länsväg AB 1164 Sundbro (korsning med väg AB 1161) – Nor (korsning med väg AB 1162) – Rörvik (korsning med väg AB 1171) – Rörviks brygga
- Länsväg AB 1165 Norra Råda (korsning med väg AB 1146) – Nyby (korsning med väg AB 1171 och väg AB 1166)
- Länsväg AB 1166 Boda (korsning med väg AB 1145) – Flottskär – Nyby (korsning med väg AB 1165) – Ramviken
- Länsväg AB 1167 Granösund – Solliden (korsning med väg AB 1168 och väg AB 1169) – Arholma norra brygga
- Länsväg AB 1168 Solliden (korsning med väg AB 1167) – Arholma kapell – Arholma båk
- Länsväg AB 1169 Solliden (korsning med väg AB 1167) – Österhamn
- Länsväg AB 1170 Hammarby (korsning med väg 283) – Västernäs (korsning med väg AB 1145) – Rangarnö (korsning med väg AB 1176) – Stridsby (korsning med väg AB 1172) – Björkö-Arholma kyrka (korsning med väg AB 1173) – Skeninge (korsning med väg AB 1174) – Skeppsmyra (korsning med väg AB 1175) – Stärbsnäs
- Länsväg AB 1171 Rörvik (korsning med väg AB 1164) – Nyby (korsning med väg AB 1165)
- Länsväg AB 1172 Stridsby (korsning med väg AB 1170) – Utanå
- Länsväg AB 1173 Björkö-Arholma kyrka (korsning med väg AB 1170) – Marum
- Länsväg AB 1174 Skeninge (korsning med väg AB 1170) – Simpnäs brygga
- Länsväg AB 1175 Skeppsmyra (korsning med väg AB 1170) – Östersjö
- Länsväg AB 1176 Rangarnö (korsning med väg AB 1170) – Ytterskär
- Länsväg AB 1177 Grisslehamn (korsning med väg 283) – Byholma – Fogdö – Tranvik (korsning med väg AB 1182)
- Länsväg AB 1181 Singö kyrka (korsning med väg AB 1182) – Ellan
- Länsväg AB 1182 Singö kyrka (korsning med väg AB 1181) – Tranvik (korsning med väg AB 1177) – Backby

## 1300–1399
- Länsväg AB 1350 Väg förbi informationsplats vid Arlanda (utmed väg E4.65)